# Uwe Bracht
Uwe Bracht (* 10. Juli 1953 in Bremen; † 11. November 2016 in Flensburg) war ein deutscher Fußballspieler und -trainer. Zwischen 1972 und 1983 kam der Mittelfeldspieler für Werder Bremen zu 272 Einsätzen in der Bundesliga und 37 Einsätzen in der 2. Bundesliga-Saison 1980/81; er erzielte insgesamt 26 Tore. 1983 wurde er mit Werder Bremen Vizemeister. Der „geniale Linksfüßer mit dem Blick für den freien Raum“ war über lange Jahre hinweg Dreh- und Angelpunkt des Bremer Spiels.

## Leben
Uwe Bracht machte in Bremen eine Ausbildung zum Kfz-Mechaniker. Bracht entstammte der Jugend des Bremer Amateurvereins ATS Buntentor und wechselte dann als 16-Jähriger zur A-Jugend des SV Werder Bremen, wo der kurzgewachsene Bracht zunächst nur in der dritten Mannschaft zum Einsatz kam. Er schaffte aber den Sprung in die Amateurmannschaft der Bremer. Trainer Josef Piontek holte ihn 1971 zur Bundesligamannschaft, wo er in der Spielzeit 1971/72 am 20. Mai 1972 bei einer 0:2-Niederlage beim MSV Duisburg seinen Bundesligaeinstand gab. Zu seinem nächsten Ligaeinsatz kam Bracht erst am zweiten Spieltag der Saison 1973/74. Er gehörte fortan zum Stammpersonal und bestritt noch 29 weitere Bundesligabegegnungen in jener Saison. 
1980 stieg er mit dem SV Werder in die zweite Liga ab, wo allerdings 1981 der umgehende Wiederaufstieg erreicht wurde. Unter Trainer Otto Rehhagel wurde die Mannschaft mit Spielern wie Rudi Völler, Klaus Fichtel, Uwe Reinders und Yasuhiko Okudera 1983 punktgleich hinter dem Hamburger SV Vizemeister, der größte Erfolg des Vereins seit 1968. Am 14. Oktober 1983, dem zehnten Spieltag der Saison 1983/84, erzielte Bracht beim 2:1-Heimsieg gegen Dortmund die 1:0-Führung. Darauf folgten Probleme mit der Achillessehne, die zu einer Operation führten, von der er nicht mehr bis zur Bundesligatauglichkeit genesen ist.
Er wechselte schließlich in den Amateurfußball, zunächst zum VfB Oldenburg, dann als Spielertrainer zum Bremer SV. Von 1986 bis 1988 spielte Uwe Bracht unter Trainer Hartmut Konschal für den TSV Verden in der Verbandsliga Niedersachsen und wurde zweimal Niedersachsenpokalsieger. In der ersten Runde des DFB-Pokals schied er mit dem TSV Verden 1987 gegen den SV Werder Bremen und 1988 gegen Rot-Weiss Essen aus. Anschließend ging Bracht nach Schleswig-Holstein.
1993 zog er nach Flensburg, wo er hauptberuflich bei den Stadtwerken im Innendienst arbeitete und zunächst auch noch für den TSV Nord Harrislee in der Verbandsliga Schleswig-Holstein antrat. Im Dezember 1995 trat er das Traineramt bei Nord Harrislees Oberligamannschaft an. Außerdem trainierte er Jugendmannschaften von DGF Flensborg, die zeitweise in den höchsten Jugendklassen spielten, sowie bis zuletzt Herren- und Jugendmannschaften des deutsch-dänischen Vereins IF Stjernen Flensborg.
Bracht starb am 11. November 2016. Er war verheiratet und hatte einen Sohn.

## Erfolge
- Deutscher Vizemeister 1983
- Bundesliga-Aufstieg 1981